# 照光寺 (さいたま市)
照光寺（しょうこうじ）は、埼玉県さいたま市緑区にある曹洞宗の寺院。

## 歴史
承応年間（1652年 - 1655年）、機山超全によって開山された。
現在の当寺の所属宗派は曹洞宗であるが、かつては天台宗であったといわれている。山号も「東谷山」ではなく「桃谷山」であったという。いつ所属宗派や山号が変わったのかは不明である。
1899年（明治22年）に火災で焼失したが、1936年（昭和11年）に再建されている。

## 交通アクセス
- 路線バス浦和学院高校入口停留所より徒歩2分。